# Ligne M2 du métro d'Helsinki
Pour les articles homonymes, voir Ligne M2.
La ligne M2 est l'une des deux lignes du métro d'Helsinki en Finlande. 

## Historique
La section d'Helsinki de la ligne M2 fonctionne depuis les années 1980. Le code, couleur et forme, de la ligne M1 n'est entré en vigueur que le 15 août 2016, jour d'ouverture prévu du métro de l'Ouest. Bien que l'ouverture de l'extension ait été reportée à novembre 2017, la ligne M2 a commencé à fonctionner ce jour-là entre Ruoholahti et Mellunmäki, et aux heures de pointe, le terminus ouest était Kamppi. Lors de l'ouverture du métro de l'ouest le 18 novembre 2017, la ligne a été prolongée jusqu'à Tapiola, tandis que la ligne M2 a continué jusqu'à Matinkylä.

## Caractéristiques
Elle relie Tapiola et Mellunmäki.